# Венки под высокой горой
«Венки под высокой горой» (кит. 高山下的花环) — китайский цветной художественный фильм, снятый в 1984 году режиссёром Се Цзинем на киностудии Shanghai Film Studios.
Экранизация романа Ли Цуньбао.

## Сюжет
Фильм воспроизводит историю подготовки и хода китайско-вьетнамской войны 1979 года. Показана жизнь обычной роты пограничной обороны китайской Красной Армии от обучения до боевых действий во время и после войны, уделяя особое внимание гневу, вызванному коррупцией среди партийной элиты.

## В ролях
- Люй Сяохэ — Лян Саньси
- Тан Гоцян — Чжао Мэншэн
- Вэй Хэ — Джин Кайлай
- Сицин Гаова — Янь Гайхуа
- Юй Хэ Вэй — Джин Кайлай
- Чао Тонг — Лэй Чжэнь (командующий армией)
- Яншэн Лю — У Шуан, мать Чжао
- Ке Гэ

## Съёмочная группа
- Режиссёр: Се Цзинь
- Помощник режиссёра: У Чжэннянь
- Сценарист: Ли Чжун, Ли Цуньбао
- Монтажёр: Дин Юлин
- Операторы: Лу Цзюньфу, Шэнь Цзе, Чжу Юндэ
- Помощник оператора: Чжоу Фусин
- Художник: Цю Юань
- Композитор: Гэ Ян
- Монтаж: Чжоу Динвэнь
- Грим: Шэнь Кэцян, Хун Мэйцзюань
- Свет: Чжоу Сюейн
- Комбинированные съёмки: Линь Фузэн, Чжан Юаньдин
- Костюмы: Линь Фуюань
- Реквизит: Сюй Голян
- Музыка: Шанхайский кинооркестр
- Дирижёр: Ван Юнцзи

Фильм длится 139 мин.

## Награды
- «Золотой петух» (Golden Rooster Awards) (1985) в номинациях за лучший сценарий, лучшую мужскую роль (Люй Сяохэ), лучшую мужскую роль второго плана (Юй Хэ Вэй) и лучший монтаж.
- Номинант на лучшую женскую роль второго плана (Ке Гэ), лучший режиссёр (Се Цзинь)
- 1985 — Премия «Сотня цветов»
- 1987 — Обладатель кинопремии Хуабяо в номинации «Лучший фильм десятилетия» (Се Цзинь) и «Лучший режиссёр десятилетия» (Се Цзинь)